# Jour de souffrance
Le jour de souffrance est, en application de l'article 676 du code civil, la fenêtre qu'un propriétaire d'un mur non mitoyen, joignant immédiatement l'héritage d'autrui, peut pratiquer dans ce mur. Cette ouverture est faite à fer maillé et verre dormant.
La notion de jour de souffrance existe depuis 1804 et n'a jamais été modifiée depuis cette date.

## Modalités
Ces fenêtres doivent être garnies d'un treillis de fer dont les mailles auront un décimètre (environ trois pouces huit lignes) d'ouverture au plus et d'un châssis à verre dormant. 
Dans une construction immobilière, le jour de souffrance est une ouverture ou fenêtre donnant sur la propriété d'un voisin et qui ne peut être refusée par ce dernier.
Autre définition, sens récent : ouverture laissant passer la lumière, mais interdisant les vues (soit à verre dormant, — verre fixe et translucide ne laissant passer que la lumière, pas la vue —, soit placée en hauteur).
En droit, le jour de souffrance est une ouverture ou fenêtre donnant sur la propriété d'un voisin, qui, par sa forme, n'est pas destinée à voir à l'extérieur, mais à éclairer des pièces secondaires : cuisine, salle de bains, escalier, etc. Dans le PLU, plan local d'urbanisme, de Paris, le voisin en question a le droit de l'obturer s'il construit en limite séparative. Pour le vérifier, il suffit de lire le règlement dans la version en vigueur du PLU.